# إسماعيل بن شعب
إسماعيل بن شعب الطفيلي (أو التفليسي) هو أول حاكم معروف لإمارة تفليسي (طفيلي) المسلمة، وهي دولة عربية في العصور الوسطى كانت مركزها مدينة تبليسي الجورجية. وقد وثَّق المؤرخ العربي يعقوبي فترة حكمه التي امتدت من نهاية القرن الثامن إلى عام 813، وكتب عن تمرداته ضد الخلافة العباسية، ومحاولاته للاستقلال.

## سيرة
كان إسماعيل أول عضو معروف في سلالة الشعيبيين (آل شعب أو آل شبيد)، وهي سلالة عربية قوية تأسست في تفليس منذ الغزو العباسي في ثلاثينيات القرن الثامن. ربما كان ابنًا للسيد بن الخيام بن شعيب، القائد العسكري الذي قاد الحملات إلى كارتلي نحو نهاية القرن الثامن، والأخ الأكبر لعلي بن شعيب.
ربما في نهاية القرن الثامن تقريبًا، عُين إسماعيل (ربما من طرف الخليفة هارون الرشيد) أميرًا لطائفة تبليسي، وقاد الإدارة العربية في جورجيا وأصبح أول من يحمل هذا اللقب. ومن المرجح أن حكمه تزامن مع استشهاد أبو تفليسي، وهو عربي مسيحي من الكنيسة الأرثوذكسية الجورجية، قُتل لاحقًا.
كان على إسماعيل تفيس أن يواجه طموحات سلالة باغراتيوني الصاعدة، التي حكم أميرها أشوت [الإنجليزية] في مناطق واسعة من الجنوب الغربي إلى وسط جورجيا، مما أدى إلى عزل إمارة تفليس. شكل إسماعيل تحالفًا مع أمير أسقف كاخيتي جريجول [الإنجليزية] ومع القبائل الجبلية في شرق القوقاز وخاض حربًا ضد أشوت، لكنه هُزم أثناء معركة كساني.
وفي عام 809م استغل الصراع على الخلافة الذي أعقب وفاة هارون الرشيد للثورة ضد الخلافة العباسية. ولكن حملة عسكرية قام بها محمد الأمين أجبرته على البيعة. وبعد أربع سنوات، وبعد استيلاء المأمون على الخلافة العباسية، تمرد مرة أخرى، مع جريجول الكاكيتي. وردًا على ذلك، اعترف المأمون بأشوت باغراتيوني أميرًا على أيبيريا وكلفه بطرد إسماعيل من تفليس.
في عام 813، اختفى إسماعيل بن شعب من التاريخ وحل محله محمد بن عتبة.

## فهرس
- Brosset, Marie-Félicité (1849). Histoire de la Géorgie depuis l'Antiquité jusqu'au XIXe siècle. Volume I [History of Georgia from Ancient Times to the 19th Century, Volume 1] (بالفرنسية). Saint-Petersburg: Imperial Academy of Sciences.
- Suny، Ronald Grigor (1988). The Making of the Georgian Nation. Indianapolis: Indiana State University.